# Колотлан
Колотла́н (исп. Colotlán) — небольшой город в Мексике, в штате Халиско, входит в состав одноименного муниципалитета и является его административным центром. Численность населения, по данным переписи 2020 года, составила 15 129 человек.

## Общие сведения
Название Colotlán с языка науатль можно перевести как: место изобилия скорпионов.
До прихода испанцев в этих местах проживали племена индейцев тибультеков и гуачичилей.
В 1530 году регион был завоёван конкистадорами во главе с Педро Альминдесом Чирино, но спустя 10 лет объединённые племена подняли восстание.
В 1546 году конкистадор Хуан де Толоса убедил индейцев познакомиться с новым богом, привезя с собом подарки.
В 1589 году Лукас Тельес получил разрешение от вице-короля Луиса де Веласко на основание деревни Нуэва-Тласкала, сохранявшей это название до конца XVIII века. Она была разделена на три района: в одном поселились 400 семей тласкальцев и испанцы, во втором индейцы сояте, а в третьем другие народности. 
27 марта 1824 года Колотлан получил статус вильи, а 19 февраля 1833 года — статус города.
Он расположен на севере штата Халиско в 210 км от столицы штата, города Гвадалахара, на федеральной трассе 23.

## Население
| Год  | Численность | Численность |
| ---- | ----------- | ----------- |
| 2000 | 12 283      | [ 7 ]       |
| 2005 | 11 874      | [ 8 ]       |
| 2010 | 13 256      | [ 9 ]       |
| 2020 | 15 129      | [ 10 ]      |